# Serixia sumatrana
Serixia sumatrana là một loài bọ cánh cứng trong họ Cerambycidae.